# بوبي بنسون
بوبي بنسون (بالإنجليزية: Bobby Benson)‏ هو كاتب أغاني نيجيري، ولد في 11 أبريل 1922 في إكورودو ‏ في نيجيريا، وتوفي في 14 مايو 1983 في لاغوس في نيجيريا.

## وصلات خارجية
- بوبي بنسون على موقع ميوزك برينز (الإنجليزية)